# Limba francoprovensală
Limba francoprovensală sau arpitană (numită în această limbă și în franceză arpitan) este o limbă romanică din grupul limbilor galoromanice, vorbită în partea de centru-est a Franței, vestul Elveției și nord-vestul Italiei, de către aproximativ 77.000 de persoane.
Denumirea de francoprovensală dată de lingviști este motivată de faptul că în esență reprezintă un idiom de trecere între franceză și dialectul provensal al limbii occitane, prezentând trăsături comune cu acestea.

## Statut
Limba francoprovensală nu este limbă oficială în nicio țară. În Franța este considerată oficial limbă regională, iar în Italia este protejată în calitate de limbă minoritară, în special în Valea Aosta. UNESCO o repertoriază ca limbă în pericol.

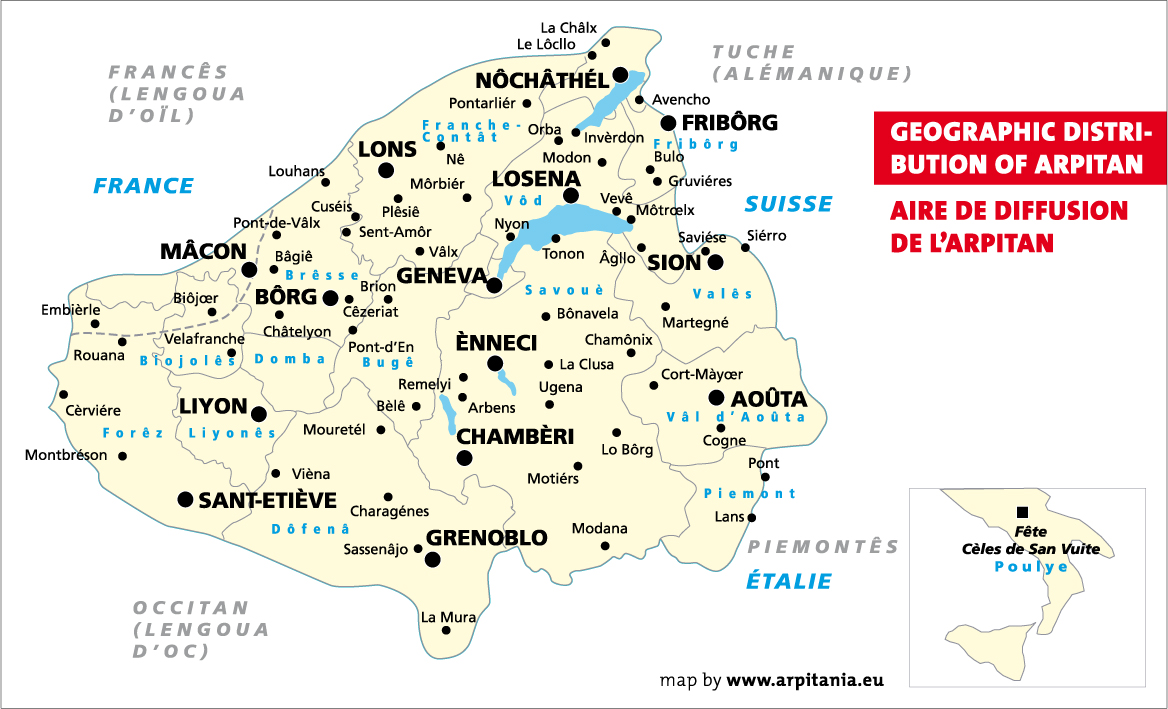
Harta Arpitaniei

## Tabel comparativ
| Latină             | Spaniolă | Francoprovensală | Franceză   | Catalană    | Occitană       | Italiană  | Română                |
| ------------------ | -------- | ---------------- | ---------- | ----------- | -------------- | --------- | --------------------- |
| CLAVE(M)           | llave    | cllâf            | clef / clé | clau        | clau           | chiave    | cheie                 |
| CANTARE            | cantar   | chantar          | chanter    | cantar      | cantar         | cantare   | a cânta               |
| CAPRA              | cabra    | chiévra          | chèvre     | cabra       | cabra          | capra     | capră                 |
| LINGUA             | lengua   | lengoua          | langue     | llengua     | lenga / lengua | lingua    | limbă                 |
| NOCTE(M)           | noche    | nuet             | nuit       | nit         | nuèit / nuèch  | notte     | noapte                |
| SAPONE(M)          | jabón    | savon            | savon      | sabó        | sabon          | sapone    | săpun                 |
| SUDARE             | sudar    | suar             | suer       | suar        | susar          | sudare    | a asuda               |
| VITA               | vida     | via              | vie        | vida        | vida           | vita      | viață                 |
| PLATEA             | plaza    | place            | place      | plaça       | plaça          | piazza    | piață                 |
| ECCLESIA           | iglesia  | églése           | église     | església    | glèisa         | chiesa    | biserică              |
| FACERE             | hacer    | fâre             | faire      | far / faire | fer            | fare      | a face                |
| FABRICA            | fragua   | favèrge          | forge      | farga       | farga          | fabbrica  | fabrică               |
| MANDUCARE (COMERE) | comer    | mengier          | manger     | manjar      | menjar         | mangiare  | a mânca               |
| CASEO (FORMATICUM) | queso    | tôma / fromâjo   | fromage    | formatge    | formatge       | formaggio | caș, brânză, cașcaval |